# Limnephilus abstrusus
Limnephilus abstrusus là một loài Trichoptera trong họ Limnephilidae. Chúng phân bố ở miền Cổ bắc.